# Felix Harold White
Felix Harold White   (Londres, 27 d'abril de 1884 - Londres, 31 de gener de 1945) va ser un compositor, professor de música i pianista anglès.

## Biografia

###### Primera carrera i guerra
White va néixer en una família jueva originalment anomenada Weiss. Era el més gran de cinc fills, i inicialment va treballar amb el seu pare comerciant de carbó i els seus germans transportant carbó per Surrey. Però la seva mare li havia ensenyat piano des dels cinc anys i va progressar ràpidament, i aviat va desenvolupar una carrera com a professor de música. A part d'això, va ser en gran part autodidacte, tot i que Hubert Parry es va interessar pel seu treball i el va ajudar a aconseguir algunes actuacions primerenques.
El 1914, White es va casar amb Marta Scholten, una alemanya suïssa, i el 1916 es va registrar com a objector de consciència. Durant la resta de la guerra va ser enviat lluny de la seva família per treballar en una granja a Cornualla, i després a una altra granja a Hemel Hempstead. La seva Fanfàrria per un desafiament a les idees acceptades de 1921 es va inspirar en la seva resistència a la guerra i al militarisme.

## Postguerra
Abans i durant la guerra White vivia a Kingston-upon-Thames. Durant la dècada de 1920, White i la seva família vivien al 28, Hilldrop Crescent, Londres N7.
Entre 1933 i 1935 White va tocar amb l'Orquestra Filharmònica de Londres com a piano, clavicèmbal i celesta, i com a repetidor a Covent Garden amb Sir Thomas Beecham. Va publicar "A Dictionary of Musical Terms" (1934), va escriure monografies de compositors i va editar les obres per a piano de Alexander Scriabin. Hi va haver una atenció renovada a la producció orquestral de White de la BBC a finals dels anys 30, però després va arribar la Segona Guerra Mundial i la seva composició va acabar. Es va amargar una mica per la falta d'interès per les seves obres serioses. Va morir a Londres.

## Obres
Un dels seus primers èxits com a compositor va ser una interpretació de la seva obertura orquestral Shylock amb Henry Wood als The Proms el 26 de setembre de 1907. El compositor el va descriure com "una mica 'Straussy' aquí i allà", però va ser ben rebut pel públic de Proms, amb White cridat de nou a la plataforma tres vegades. El seu Romance en re per a violoncel i piano també es va interpretar el desembre de 1907 al "Bechstein Hall" al costat de peces de George Dyson, Joseph Holbrooke i Hubert Bath. I el poema de to orquestral Astarte Syriaca, un comentari musical a un sonet de Rossetti, va aconseguir la seva primera actuació en un concert del "Queen's Hall Patron's Fund" el 23 de gener de 1911.
Més obres orquestrals van seguir al final de la guerra, incloent les impressions orquestrals d'Anglaterra (escrita per als Proms de 1918, però aparentment no interpretada), un poema de to The Deserted Village (1923, sense interpretar) i la primera interpretació de Meditation, planificada per primera vegada. el 1911, revisat el 1920 i donat per Dan Godfrey a Bournemouth el 1923. White també va contribuir amb un moviment a Captions: Five Glimpses of an Anonymous Theme (1923), una suite amb altres moviments d'Herbert Bedford, Arthur Bliss, Eugene Goossens i Gerrard Williams.
Però la música de cambra, peces de piano sols i cançons van ser el seu objectiu principal després de la guerra. Dues obres de cambra van guanyar el premi Carnegie Trust i es van publicar a la sèrie "Carnegie Collection of British Music", "The Nymph's Complaint" (1921) i "Four Proverbs" (1925). Hi ha hagut tres enregistraments de The Nymph's Complaint. El seu (segon?) Quartet de corda va ser interpretat pel "Quartet Lyra" per primera vegada el 1935 i emès per la BBC. Les peces per a piano inclouen sis suites per a piano, com Neptú i Amphitrite, la Suite Robinson Crusoe i A Dickens Notebook. Es van compondre fins a 250 cançons i obres vocals, però només s'han publicat una cinquantena i la resta es van perdre majoritàriament.

## Llista de composicions
Orquestral
- Shylock, obertura (1907)
- Polonesa (1908)
- Astarte Syriaca, poema de to (1909)
- Meditation (1911, reviseda 1920)
- Suite, per 4 moviments (1913)
- Impressions of England, suite (1918)
- Fanfare for a Challenge to Accepted Ideas, metall (1921)[13]
- The Mermaid Tavern, una festa per a orquestra (1921) (emès el 30 d'octubre 1936)[14]
- To Miranda, serenata per a orquestra de corda (1921)
- The Deserted Village, poema de to d'Goldsmith (1923)
- Two Idylls per a petita orquestra ('Indoor' and 'Outdoor') (1923)
- Arietta (1929)
- Nocturne (1936)
- Rhapsody on English Airs (1936, primera emissió el 29 d'octubre 1937)[15]
- Obertura (1937)
- Rhapsody No 2 (basat en aires irlandesos) (1938)
- Two English Dances
- Cakes and Ale: suite
- La Charmante, per a piano i petita orquestra

Cambra
- Romance in D per a cello i piano (1907)
- Cello Sonata (1910)
- The Nymph's Complaint for the Death of her Fawn, poema (d'Andrew Marvell) per a oboè (o violí), viola i piano (1921)
- Dawn estudi per a 12 violoncels (1922, escrit per a l'escola de violoncel d'Herbert Waleau)
- Trio per a oboè (o violí, viola) i piano (1922)
- Four Japanese Proverbs per a flauta, oboè, violí, viola i violoncel (1922)
- Romance per a violí i piano (1928)
- Habanera per a flauta i piano (1929)
- Suite per quatre corns (1934)
- String Quartet (1935)
- Orison per 4 cellos (1937)
- Poem per a cello i piano
- Tres quintets de piano
- Trio en do menor per a flauta, viola i arpa (1942)

Piano
- Thereby hangs a Tale (1913)
- The Tangles of Neaera's Hair (1914)
- Cajolery (1917)
- Time's Bitter Flood (1923)
- The Blossoming Idyll (1925)
- Diversions, suite per a piano (1929)
- Off for the holidays, suite per a piano (1930)
- A Dickens Notebook
- Neptune and Amphitrite
- Robinson Crusoe Suite[16]
- approximately 100 pieces and six suites for piano[11]

Vocal
- I look into the eyes I love, cançó solista (1911)
- New life, new love, cançó solista (1911)
- Golden Slumbers, cançó (1921)
- The Northern Star, cançó (1921)
- Stephano's Song from "The Tempest", cançó solista (1922)
- The Song of the Minutes and Little Bo-Peep per a cor infantil i piano (1923)
- We cobblers lead a merry life, cançó parcial per a veus masculines (1923)
- The Cockle-Boat, una visió musical per a nens en un acte (1923)
- From the mountains to tha musical vision for children in one acte champaign, cor i piano a l'uníson (1928)
- també moltes peces corals, cançons parcials, cançons en solitari - 250 compostes, 50 més o menys publicades[17]